# کارآزمایی تصادفی کنترل‌شده

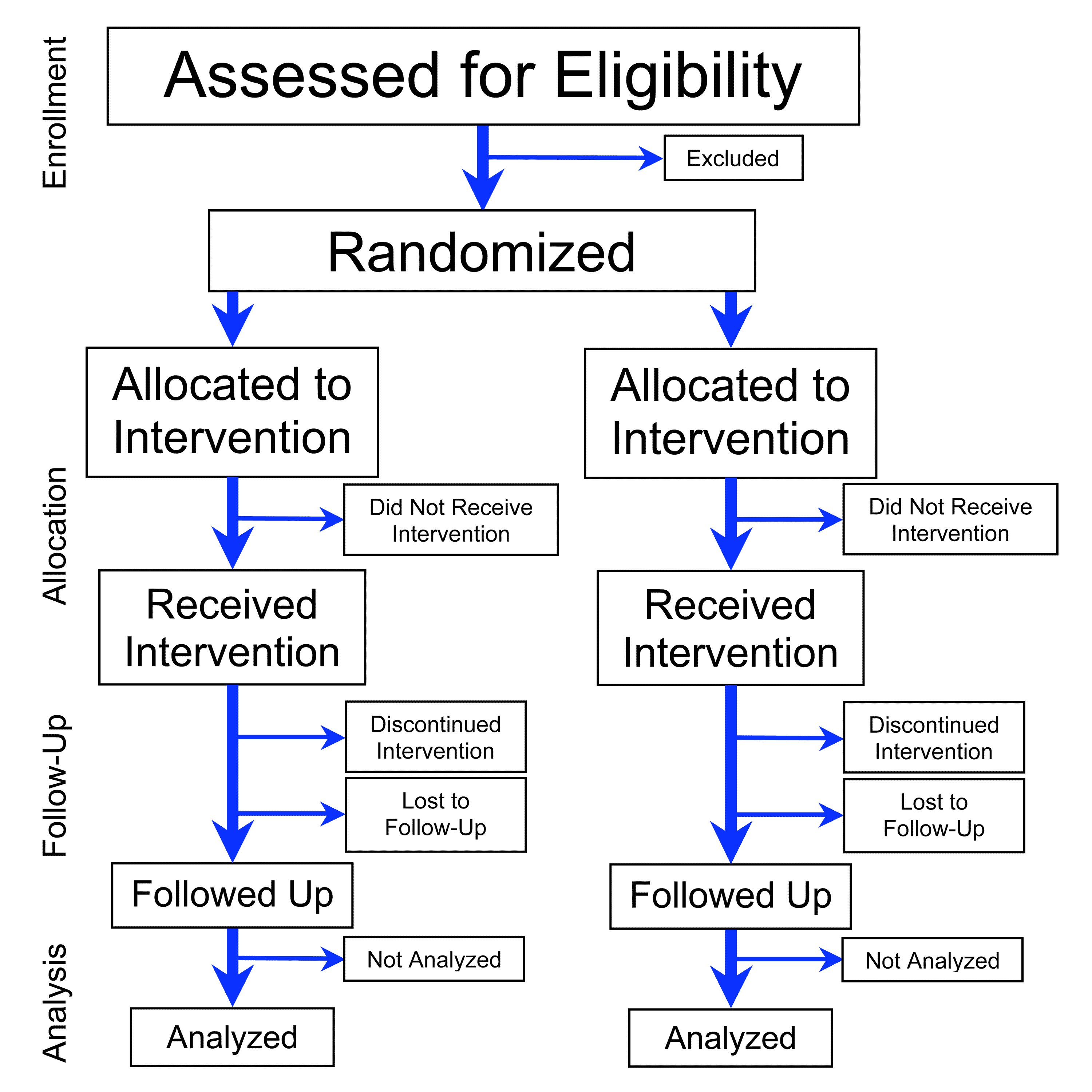
کارآزمایی تصادفی کنترل‌شده

کارآزمایی تصادفی‌شده کنترل‌شده (به انگلیسی: Randomized controlled trial) (یا آزمایه تصادفی شاهددار، به اختصار RCT) نوعی آزمایش علمی است که در کارآزمایی‌های بالینی بهترین نوع آزمایش به‌شمار می‌رود. در آزمایش تصادفی کنترل‌شده، مشارکت کنندگان در آزمایش به صورت تصادفی به حداقل دو گروه تقسیم می‌شوند: گروه اول که تحت درمان مورد آزمایش قرار می‌گیرند و گروه دوم، گروه کنترل (شاهد) است، که برای مقایسه به کار می‌روند. هر یک از مشارکت‌کنندگان باید وظیفهٔ خود را تا حد معینی کامل کنند. پس از اتمام آزمایش، برخی از نتایج در دو گروه تحت آزمایش و گروه کنترل با هم مقایسه می‌شوند تا روابط علت و معلولی بین درمان و پاسخ به درمان ارزیابی شوند.